# Rajska ptica (zviježđe)
Rajska ptica (lat. Apus) jedno je od 88 modernih zviježđa. Slabo vidljiva konstelacija južne polutke europljanima nepoznata u staro doba, u popise uvedena između 1595. i 1597. nakon opservacija atronoma Pietera Dirkszoona Keysera i Fredericka de Houtmana. Prvi puta opisana u djelu Uranometrija Johanna Bayera.

## Odabrene zvijezde
U tablici su navedene sve zvijezde kojima je pridijeljeno ime, te neke koje se po nečemu ističu.
| BD | Ime i druge oznake | Mag. | Udaljenost u svj. godinama | Komentari                                                       |
| -- | ------------------ | ---- | -------------------------- | --------------------------------------------------------------- |
| α  | Alpha Apodis       | 3.83 | 411                        |                                                                 |
| γ  | Gamma Apodis       | 3.86 | 160                        |                                                                 |
| β  | Beta Apodis        | 4.23 | 158                        |                                                                 |
| δ¹ | Delta-1 Apodis     | 4.68 | 770                        | - nepravilna promjenjiva - dvojna zvijezda, u paru sa δ² Apodis |
| ζ  | Zeta Apodis        | 4.79 | 312                        |                                                                 |
| η  | Eta Apodis         | 4.89 | 140                        |                                                                 |
| ε  | Epsilon Apodis     | 5.06 | 551                        | - promjenjiva tipa Gamma Cassiopeiae                            |
| δ² | Delta-2 Apodis     | 5.27 | 663                        | - dvojna zvijezda, u paru sa δ¹ Apodis                          |
| ι  | Iota Apodis        | 5.39 | 1140                       |                                                                 |
| κ¹ | Kappa-1 Apodis     | 4.68 | 1020                       | - promjenjiva tipa Gamma Cassiopeiae                            |
|    | R Apodis           | 5.37 | 428                        |                                                                 |
| κ² | Kappa-2 Apodis     | 5.64 | 735                        |                                                                 |
| θ  | Theta Apodis       | 5.69 | 328                        | - polupravilna promjenjiva                                      |

Izvor: The Bright Star Catalogue, 5th Revised
Ed., The Hipparcos Catalogue, ESA
SP-1200

## Vanjske poveznice
- Peoria Astronomical Society - Apus  Arhivirana inačica izvorne stranice od 2. ožujka 2008. (Wayback Machine)
- NightSkyInfo.com: Constellation Apus  Arhivirana inačica izvorne stranice od 22. kolovoza 2010. (Wayback Machine)